# Жданы (Полтавская область)
Жданы́ (укр. Ждани) — село,
Ждановский сельский совет,
Лубенский район,
Полтавская область,
Украина.
Код КОАТУУ — 5322882201. Население по переписи 2001 года составляло 1004 человека.
Является административным центром Ждановского сельского совета, в который не входят другие населённые пункты.

## Географическое положение
Село Жданы находится на берегах реки Сулица, выше по течению на расстоянии в 3 км расположено село Скоробагатьки (Лохвицкий район), ниже по течению на расстоянии в 3 км расположено село Окоп.

## История
- На карте французского военного инженера Гийома Левансера де Боплана 1630-тых годов с. Жданы обозначено как значительный населенный пункт.
- О селе Жданы упоминается в Переписных книгах Московского государства за 1666 год, тогда село входило в Сенчанскую сотню.